# Pelidnota vitalisi
Pelidnota vitalisi es una especie de escarabajo del género Pelidnota, familia Scarabaeidae. Fue descrita científicamente por Ohaus en 1925.
Habita en Brasil.